# Romel Quiñónez
Romel Quiñónez (Santa Cruz de la Sierra, 1992. június 25. –) bolíviai labdarúgó, a Bolívar kapusa.